# 高速鳴門バスストップ

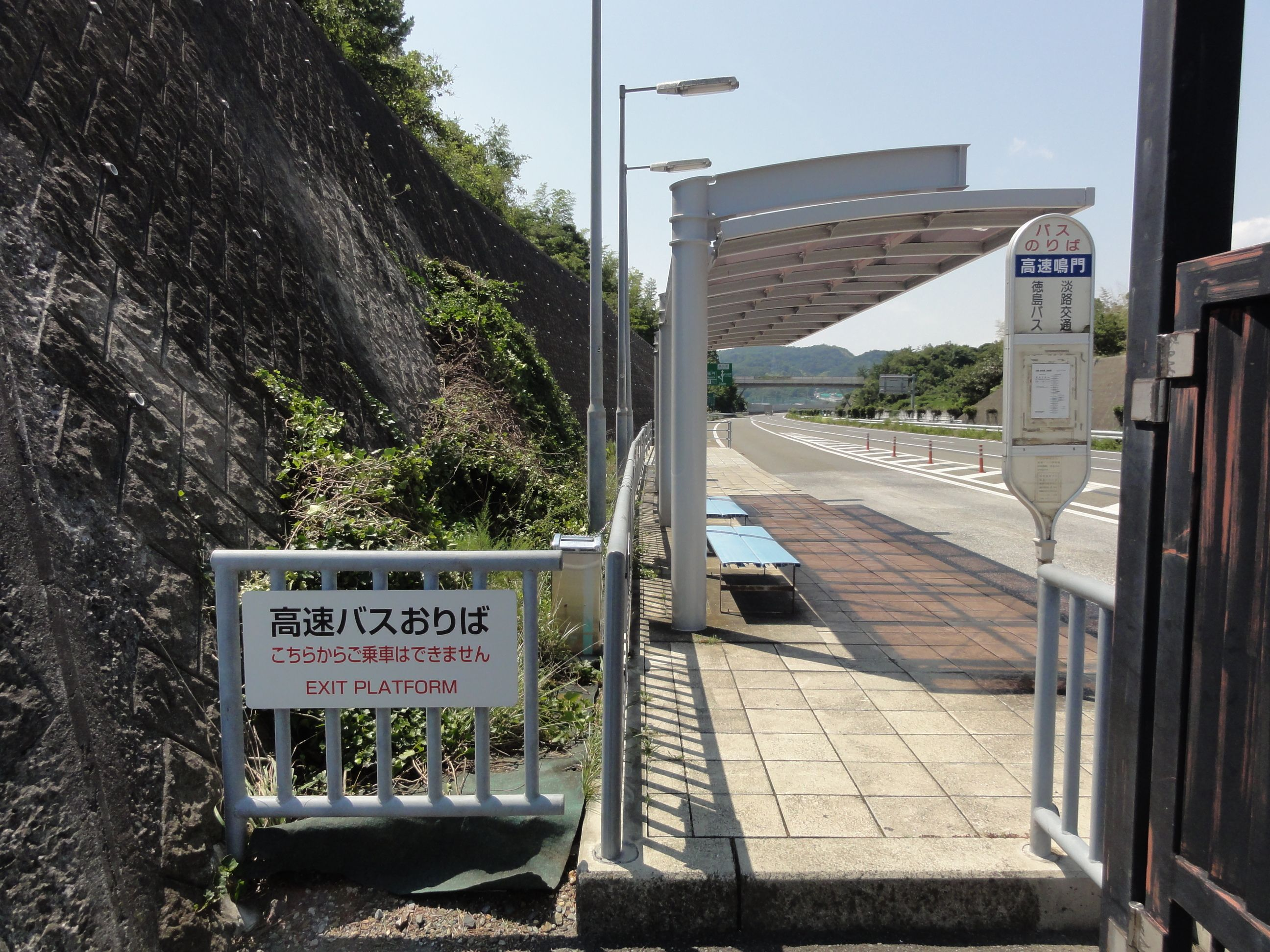
高速鳴門バスストップ（高速バス降車口・淡路線徳島行乗車口）

高速鳴門バスストップ（こうそくなるとバスストップ）とは、徳島県鳴門市撫養町大桑島の神戸淡路鳴門自動車道上にあるバス停留所である。

## 概要
当BSは、1987年（昭和62年）5月の本四道路（現・神戸淡路鳴門自動車道）鳴門北IC - 鳴門IC開通時に徳島 - 福良・津名港間特急バスの停留所として「本四撫養」の名で開設された。（当時同道路内に開設されたバス停は一部を除き「本四」を頭につけていたが、道路内の標識では本四を外して表記していた。
その後、東京行き夜行バスや神戸・大阪行き高速バスが開設されここを経由するようになり、1998年（平成10年）の明石海峡大橋開通時に、バス停上での名称が「鳴門撫養（なるとむや）」に変更された。その後、経由する高速バスの本数が年を追うごとに増加し、後に鳴門市のいち地域名である「撫養」から、現在の「高速鳴門」に変更された。現在では徳島駅と京阪神等を結ぶ高速バスの大部分 が発着する。
1日の発着回数は230回 を数え、鳴門市内では四国旅客鉄道の鳴門駅を上回る交通拠点であると同時に、徳島県の玄関としての機能も果たしている。
なお、経路の関係上、本BSを通らない岡山・広島方面の高速バス路線は、鳴門ICの北方にある「鳴門インター北口」バス停が補完している。

## 設備
| 初代すろっぴー（左）・二代目すろっぴー（右） |  | 初代すろっぴー（左）・二代目すろっぴー（右） |
| 初代すろっぴー（左）・二代目すろっぴー（右） |  |                                              |

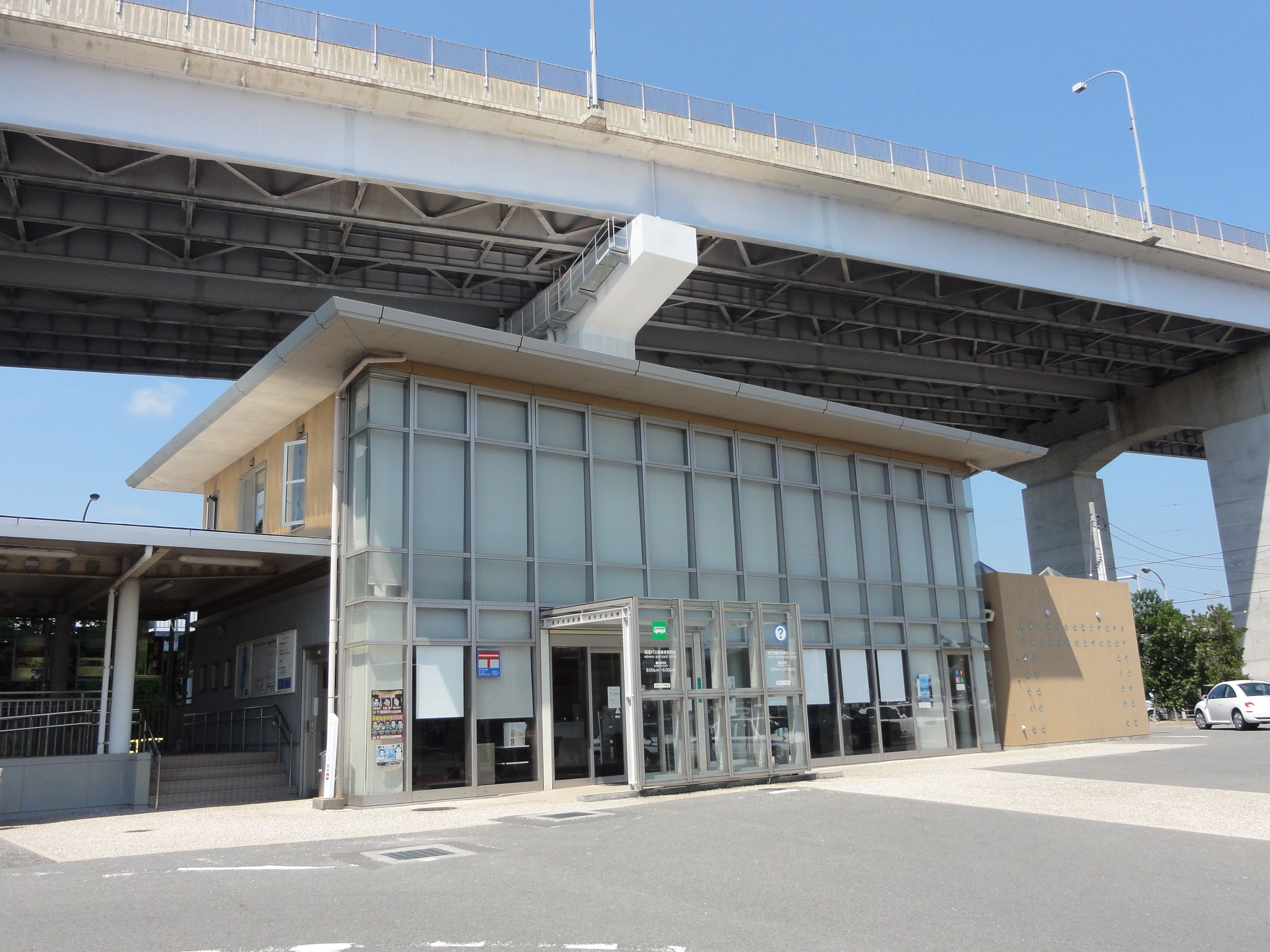
鳴門市観光情報センターとすろっぴー乗り場

当BSは山腹に位置するため、麓とを結ぶ無料のモノレール（スロープカー）「すろっぴー」が敷設されている（徒歩による移動も可能）。そのスロープカーの乗降場と上りバスストップ（神戸・大阪方面）の間には屋根やトンネルが設置されており、雨に晒されることなく移動することが出来、更に上りバスストップについてはエレベーターが設置されている。
麓には観光案内所の役割を担う「鳴門市観光情報センター」の他、レンタカー営業所（トヨタレンタリース鳴門店）も近接している。

このうち鳴門市観光情報センターは、鳴門市を中心とする観光案内機能を有することは勿論のこと、待合所やコインロッカー、トイレも備えている他、高速バス乗車券の発券業務を扱うカウンターも設けられている《バス乗車券発券業務のみ17時まで》。そして、山腹に所在するバスストップとを結ぶ前記「すろっぴ～」の発着場とも直結している。

鳴門市観光情報センターの敷地内には171台収容の立体駐車場（同センター運営）が建ち、この立体駐車場の利用によるパーク＆バスライドが可能となっている。
なお、上りバスストップ内にはLED式の発車案内表示があるが、これは徳島バスグループのみの表示であり、JRバスグループや海部観光のものは表示されない。

## 路線

### 神戸方面[9]
- 徳島バス・神姫バス・阪神バス・山陽バス共同運行
  - 高速舞子・三宮
- JR四国バス・西日本JRバス・本四海峡バス共同運行（阿波エクスプレス神戸号）
  - 高速舞子・三宮・新神戸駅・神戸空港
- 海部観光
  - 三宮

### 大阪方面
- 徳島バス・阪急バス・阪神バス・南海バス共同運行（大阪 - 徳島線）
  - （高速舞子）・阪急三番街高速バスターミナル・ハービスOSAKA・（南海なんば）・（USJ）
- JR四国バス・西日本JRバス・本四海峡バス共同運行（阿波エクスプレス大阪号）
  - （高速舞子）・OCAT・大阪駅JR高速バスターミナル・（USJ）
- 徳島バス・本四海峡バス・南海バス・関西空港交通共同運行
  - 関西国際空港
- 海部観光
  - 大阪駅（桜橋口）・なんば・大阪国際空港

### 京都方面
- JR四国バス・西日本JRバス・本四海峡バス・徳島バス・京阪バス共同運行（阿波エクスプレス京都号）
  - 名神高槻・名神大山崎・京都駅
- 海部観光
  - 京都駅

### 東京方面
- 徳島バス・京浜急行バス共同運行（エディ号）[10][11]
  - （渋谷）・浜松町・品川【※2021年3月16日より運行休止中】
- JR四国バス・JRバス関東共同運行（ドリーム阿南・徳島号）【※特定日運行】
  - 池尻大橋・バスタ新宿（新宿駅）・東京駅・東京ディズニーランド
- 海部観光（マイ・フローラ／マイ・リピート）
  - バスタ新宿・東京駅（鍛冶橋駐車場）

### 徳島市方面[12]
- 淡路交通（特急バス）
  - 松茂・徳大前・徳島

### 三好市方面[13]
- 四国交通
  - 阿波池田BT・大歩危峡・かずら橋夢舞台

## 周辺
- 鳴門市観光情報センター
- 撫養橋 （神戸淡路鳴門自動車道）
- 小鳴門橋
- 小鳴門海峡
- 大塚倉庫（鳴門倉庫）
- トヨタレンタリース鳴門店
- 徳島バス・鳴門市地域バス・淡路徳島線急行バス（淡路交通）高速鳴門バス停前バス停留所
- 鳴門競艇場（日本一高速バスのターミナルから近い競艇場）
- セブン-イレブン鳴門大桑島店
- パワーシティ鳴門
  - 大創産業
  - ゲオ
- 鳴門天然温泉 あらたえの湯

## 隣
E28 神戸淡路鳴門自動車道
(11) 鳴門北IC - (BS) 大毛島BS - 高速鳴門BS - (12) 鳴門TB/IC